# Northland (Somalia)
Lo Stato somalo di Northland era uno Stato autonomo nelle regioni somale Sool, Sanaag e Cayn contese tra l'auto proclamata repubblica del Somaliland e gli Stati somali Puntland e Maakhir.

## Storia
Né il Somaliland né il Puntland hanno riconosciuto il nuovo Stato, e neanche il "non" riconosciuto Stato di Maakhir.
Questa iniziativa è stata guidata dal clan somalo Dulbahante, un clan Harti Darod, per le stesse ragioni per cui lo Stato di Maakhir è stato dichiarato a Sanaag da Warsangeli, un altro clan Harti Darod situato nel territorio conteso tra il Somaliland e il Puntland.
Le città situate dentro i confini erano Taleex, Yagoori, Xudun e Buuhoodle.
La capitale era ufficialmente Las Anod, ma poiché la città era sotto il controllo del Somaliland il parlamento del Northland non si è sempre riunito altrove.
Lo Stato Northland è stato dichiarato come tale il 1º maggio 2008 e si è dissolto già l'anno successivo: la partecipazione dei Dulbahante alle elezioni del Puntland dell'11 gennaio 2009 ha infatti definitivamente sancito la scomparsa del Northland, confluito in tal modo nel Puntland.